# مامادو ديالو (لاعب كرة قدم مواليد 1990)
مامادو ديالو (بالفرنسية: Mamadou M. Diallo)‏ هو لاعب كرة قدم غيني في مركز الهجوم، ولد في 2 يوليو 1990 في غينيا. لعب مع هاوجانج يونايتد.

## وصلات خارجية
- مامادو ديالو (لاعب كرة قدم مواليد 1990) على موقع Soccerway.com (الإنجليزية)